# Samsung Galaxy S III mini
Das Samsung Galaxy S III mini (GT-I8190) ist ein Smartphone, das vom Hersteller Samsung am 11. September 2012 vorgestellt wurde. Es handelt sich um eine kleinere Variante des Samsung Galaxy S III, das wesentliche Designbestandteile übernahm, aber über ein kleineres Display mit niedrigerer Bildschirmauflösung verfügt.
Es besitzt einen mit 1 GHz getakteten Dual-Core-Prozessor und eine 5-Megapixel-Kamera.
Als Betriebssystem wird Android in der Version 4.1.1 („Jelly Bean“) verwendet. Ein Update auf 4.1.2 ist möglich. Zusätzlich ist die Benutzeroberfläche TouchWiz installiert.
Daneben gibt es die Gerätevariante GT-I8200 (auch bekannt als Samsung Galaxy S3 Mini VE – „Value Edition“). Sie ist mit Android 4.2.2 statt 4.1.2 ausgestattet und hat die Kamera-Bedienoberfläche des S4 und des S3 Neo.
Das Gehäuse des Samsung Galaxy S III mini besteht aus dem Kunststoff Polycarbonat und wird in den Farben blau, weiß, rot, braun, grau und schwarz angeboten.
Das Nachfolgemodell Samsung Galaxy S4 mini wurde am 30. Mai 2013 vorgestellt.